# 283990 Randallrosenfeld
283990 Randallrosenfeld è un asteroide della fascia principale. Scoperto nel 2004, presenta un'orbita caratterizzata da un semiasse maggiore pari a 2,3606429 UA e da un'eccentricità di 0,2052293, inclinata di 2,35329° rispetto all'eclittica.
L'asteroide è dedicato al canadese Randall Rosenfeld, archivista della Società Astronomica Reale del Canada.